# Соловій Мелетій
Отець-доктор Мелетій Соловій (хресне ім'я Михайло; 29 квітня 1918, Переволока, нині Бучацький район, Тернопільська область, Україна — 27 грудня 1984, Едмонтон, Канада) — священник УГКЦ, василіянин, письменник, історик, літургіст.

## З життєпису

### Навчання
Народну школу закінчив у Переволоці (1924–1928), а гімназійні студії — у Місійному інституті ім. св. Йосафата при монастирі отців василіян у Бучачі (1928–1932). 30 серпня 1932 р. вступив до Василіянського Чину на новіціат у Крехові, де 30 квітня 1934 р. склав перші обіти.
Навчався у василіянських монастирях у Лаврові (гуманістика, 1934–1936), у Добромилі (риторика, 1936–1937), у Кристинополі (філософія, 1937–1939), де 30 липня 1939 р. склав вічні обіти. Богослов'я вивчав у різних місцевостях: найперше в Оломоуці на Моравії (Чехія), куди змушений був виїхати на початку Другої світової війни напередодні окупації Галичини Радянським Союзом; потім рік у Празі, куди переїхав у січні 1941 р., а згодом у Відні, де після трьох років студій (1942–1944) здобув докторат з богослов'я на основі тези про Маріологію у Візантійській Літургії. Далі продовжив навчання в Римі у Папському Східному Інституті (1946–1950), де за дисертацію про літургійну реформу Полоцького архиєпископа Іраклія Лісовського, здобув докторат зі східних богословських наук.

### Душпастирська та наукова діяльність
Священничі свячення отримав від преосвященного Павла Ґойдича, єпископа Пряшівського 9 червня 1941 р. в Пряшеві, а свою першу врочисту Службу Божу відслужив у церкві святої Варвари у Відні. Під час студій у Відні був душпастирем для українських робітників у Німеччині (1942–1943), а опісля в м. Пассау в Баварії (1944–1946), звідки виїхав до Риму. У травні 1950 р. о. Соловій переїхав на північно-американський континент — до США і ще того самого року до Канади, де спершу був магістром новиків у Мондері (1950–1953), а опісля працював сім років (1953–1960) в редакції журналу «Світло» у Торонто. У липні 1960 р. повернувся до США, де вісім років працював як місіонер, душпастир і письменник (1960–1968), а в серпні 1968 р. переїхав до Канади.
Крім праці душпастирської і місійної займався також викладацькою діяльністю: викладав у духовній семінарії ЧСВВ та в університеті св. Павла в Оттаві й Ньюмен Коледж (Едмонтон). Постійно співпрацював із василіянським часописом «Світло» та іншими виданнями.
Помер в м. Едмонтон (Канада), похований у м. Мондер.

### Твори
- Die Mariologie der byzantinischen Liturgie. Ein liturgisch-dogmatischer Versuch, докторська дисертація у Відні
- De reformatione liturgica Heraclii Lisowskyj, archiepiscopi Polocensis (1784—1809), докторська дисертація в Римі (захист 2 січня 1950)
- Літургіка для українських шкіл. — Торонто, 1959 (дві частини: українською і англійською)
- Божественна Літургія: історія — розвиток — пояснення. — Рим, 1964 (репринтне видання вид. «Свічадо» 1999)
- Святий Йосафат Кунцевич: його життя і доба. — Торонто, 1967 (у співавторстві з о. Атанасієм Великим, ЧСВВ)
- Мелетій Смотрицький як письменник. У 2-х томах. Записки ЧСВВ. — Торонто, 1977—1978

В серії «Слово Доброго Пастиря» книжечки: «Жертва Служби Божої», «Щоб усі були одно» та ін.